# San Giovanni di Moriana
San Giovanni di Moriana (in francese Saint-Jean-de-Maurienne; in francoprovenzale Sent-Jian-de-Môrièna) è un comune francese situato nel dipartimento della Savoia della regione Alvernia-Rodano-Alpi, sede dell'arrondissement di San Giovanni di Moriana. 

## Geografia fisica
È la città principale della Val Moriana dal VI secolo, attraversata dal fiume Arc. Si trova alla confluenza dell'Arc con il suo affluente Arvan, il quale scende dalla valle des Arves (valle che conduce al Col de la Croix-de-Fer).
I comuni limitrofi a San Giovanni di Moriana sono Saint-Julien-Mont-Denis, Jarrier, La-Tour-en-Maurienne, Villargondran, Albiez-le-Jeune, Albiez-Montrond, Saint-Pancrace e Pontamafrey-Montpascal.
Saint-Jean-de-Maurienne è situata vicino a: Albertville (59 km), Chambéry (72 km), Grenoble (103 km), Torino (137 km), e Lione (174 km).

## Storia
L'insediamento sorse nel VI secolo e si sviluppò rapidamente grazie alla sua posizione strategica. Il re borgognone Gontrano, deciso a strappare la Moriana al controllo dei Longobardi, pensò di aumentare la sua influenza nell'area con l'appoggio della chiesa. Le vallate della Moriana ricadevano infatti sotto la giurisdizione della diocesi di Torino, città sotto il controllo proprio dei Longobardi. Così, nel 579, con l'aiuto dei vescovi riuniti in sinodo a Chalon-sur-Saône fu sancita l'istituzione di una nuova diocesi a Moriana, suffraganeo all'arcidiocesi di Vienne. Il primo vescovo fu Felmasio. A questa vicenda, e alla devozione dello stesso tempo, Gontrano verso San Giovanni Battista, è legata la leggenda che vuole che, Tecla di Valloire, di ritorno da un lungo viaggio ad Alessandria d'Egitto, abbia portato nella cattedrale locale una preziosa reliquia: un dito del Battista da cui Cristo fu battezzato. 
Nel 753 vi fu ucciso Grifone, duca dei Bavari, fu ucciso in uno scontro con gli uomini di Pipino il Breve mentre si recava in Italia presso la corte del re longobardo Astolfo. Nel 943 San Giovanni fu attaccata e distrutta dai saraceni.
Appartenente per secoli al Ducato di Savoia, fu invasa dalla Francia rivoluzionaria, ma restituita al Regno di Sardegna nel 1815. Fu annessa definitivamente alla Francia, assieme a tutta la Savoia, nel 1860, in seguito agli accordi di Torino siglati dopo la seconda guerra d'indipendenza italiana.
Nel 1857 Saint-Jean fu raggiunta dalla ferrovia proveniente da Aix-les-Bains.
Nell'aprile 1917, in un vagone ferroviario, fu firmato l'accordo di Saint-Jean-de-Maurienne tra i capi di governo britannico, francese e italiano sulla spartizione dell'Impero ottomano in seguito di un'eventuale vittoria nella prima guerra mondiale.

### Simboli
Questo stemma era quello del capitolo della cattedrale prima di divenire quello della città. Trae origine dalle reliquie di Giovanni Battista, giunte nel VI secolo: tre dita della mano che battezzarono Gesù, da qui l'emblema con la mano benedicente. Questo simbolo, conosciuto come La Main Couronnée ("la mano coronata"), è divenuto famoso nel mondo essendo riprodotto dal 1909 sulla lama dei modelli di coltelli Opinel: la mano dello stemma di Saint-Jean-de-Maurienne — la città più vicina ad Albiez-le-Vieux da cui proveniva la famiglia Opinel — sormontata dalla corona del Ducato di Savoia che aveva come capitale Chambéry, attuale sede dell'azienda.
Lo stesso stemma era in uso quando il paese era parte del Ducato di Savoia.

## Monumenti e luoghi d'interesse
- Cattedrale di San Giovanni di Moriana, edificio religioso risalente all'XI secolo e più volte rimaneggiato, fu fin dall'inizio sede episcopale della diocesi di Moriana, soppressa nel 1966 e incorporata nell'arcidiocesi di Chambéry, San Giovanni di Moriana e Tarantasia. Classificato come monumento storico di Francia nel 1906;
  - La cripta: costruita nel periodo precedente l'erezione della cattedrale attuale (probabilmente prima dell'anno 1000 e riscoperta nel 1958.
  - Gli stalli della cattedrale: installati nel 1498, capolavoro gotico in legno di noce attribuito a Pierre Mochet.
  - Il chiostro: situato tra la cattedrale e il refettorio dei canonici, la sua origine risale al 1450; classificato monumento storico di Francia nel 1933
  - Il campanile: antico dongione capitolare che perse la sua flèche e le sue quattro gugliette nel 1794.
- Chiesa di Notre-Dame: antica chiesa parrocchiale, oggi chiusa al pubblico, risalente all'XI secolo. Il campanile, che oggi è separato dalla chiesa, ne costituiva l'ingresso
- Palazzo dei vescovi della Moriana o antico vescovato[4]: rimaneggiato nel XVIII secolo è classificato edificio comunale dal 1905. Il gran salone è un bell'esempio di arte barocca.
- Cappella della Buona Novella: luogo di pellegrinaggio di barocco con ex voto. Tavola di orientamento.
- Cappella del collegio San Giuseppe (137, rue du Collège). Cappella barocca situata nel collegio San Giuseppe (antico collegio Lambertain, fondato nel 1534).

## Galleria d'immagini

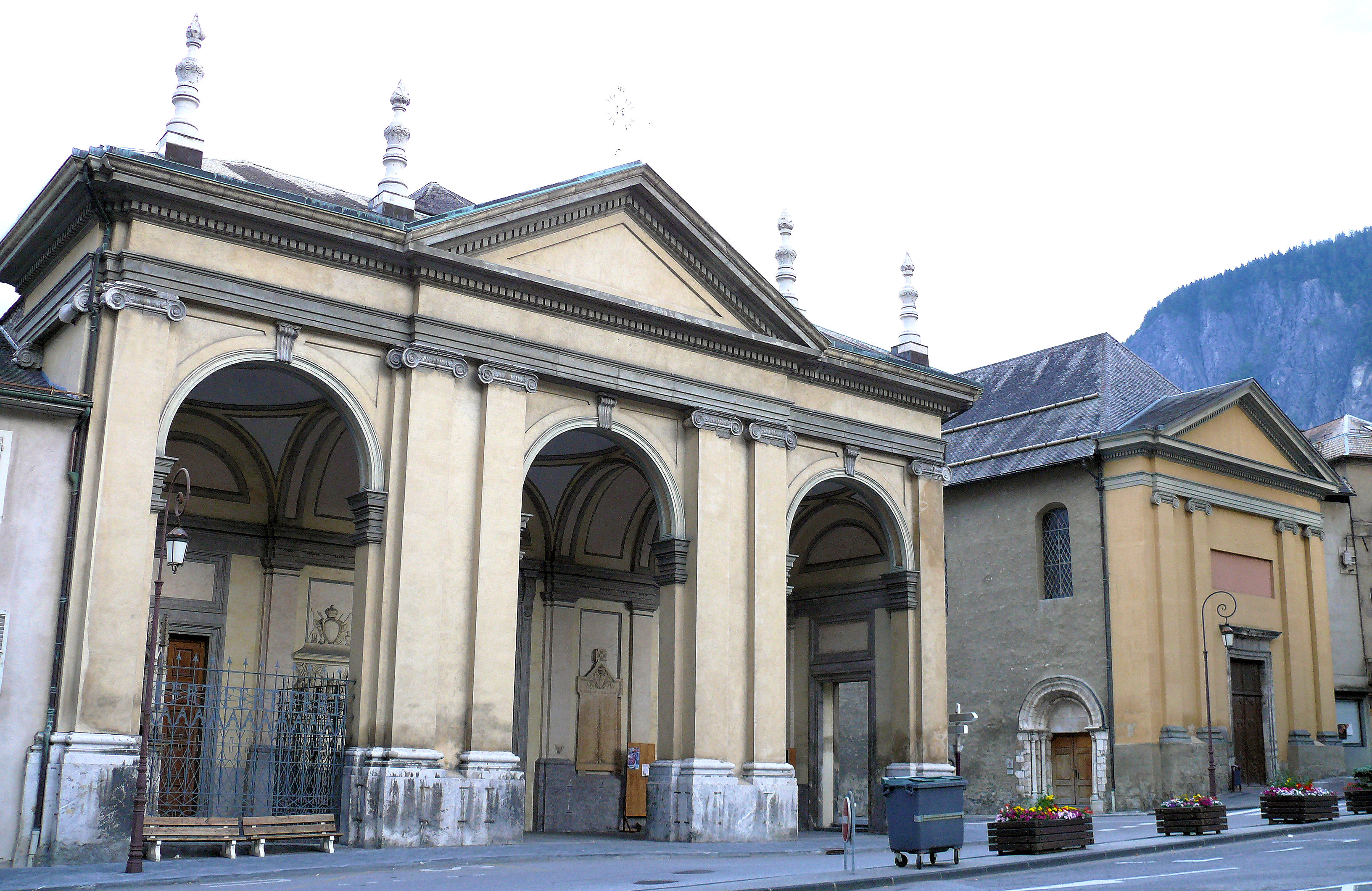
La cattedrale di San Giovanni Battista e la chiesa di Notre-Dame
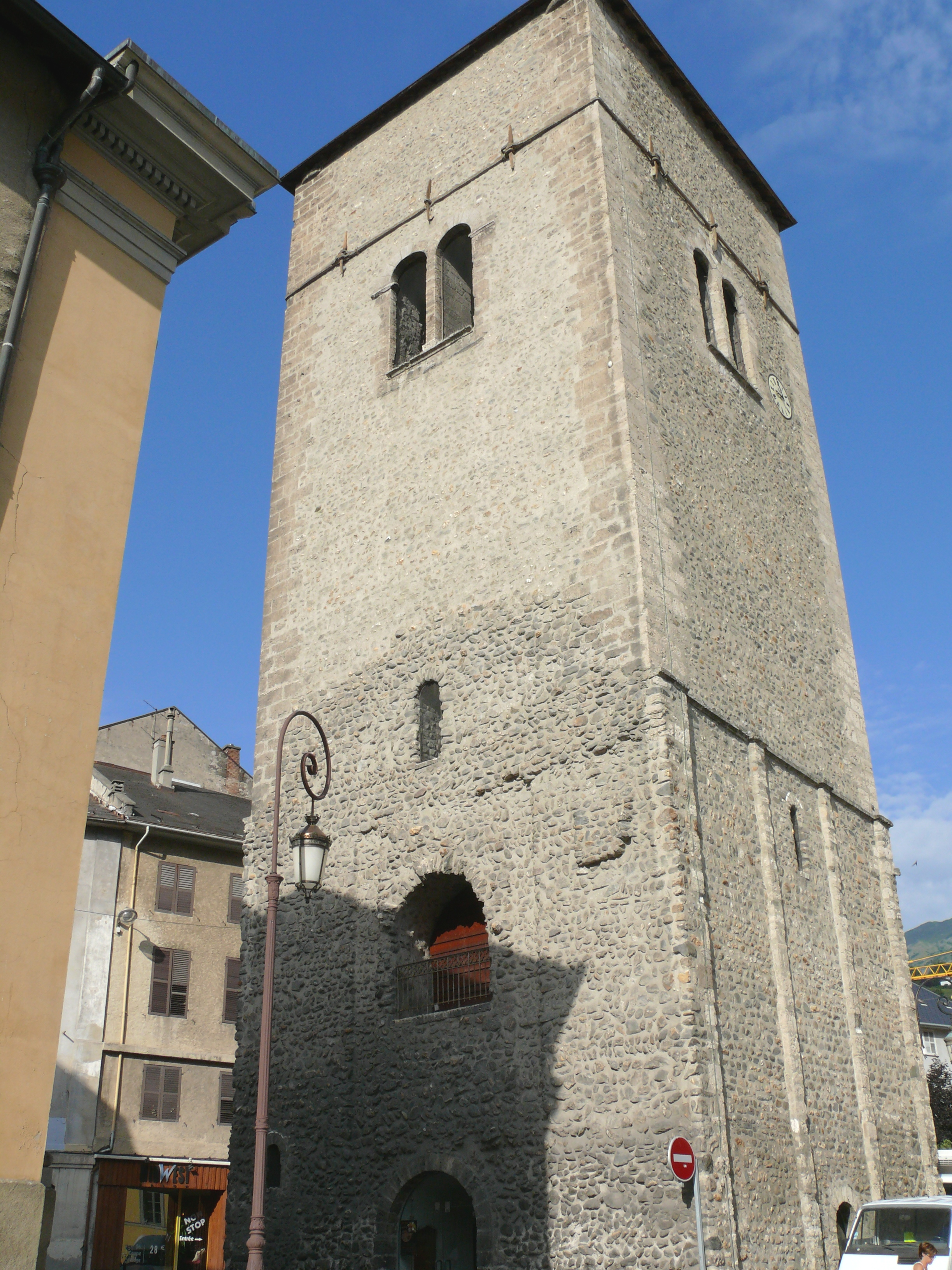
Torre, antico campanile della chiesa di Notre-Dame
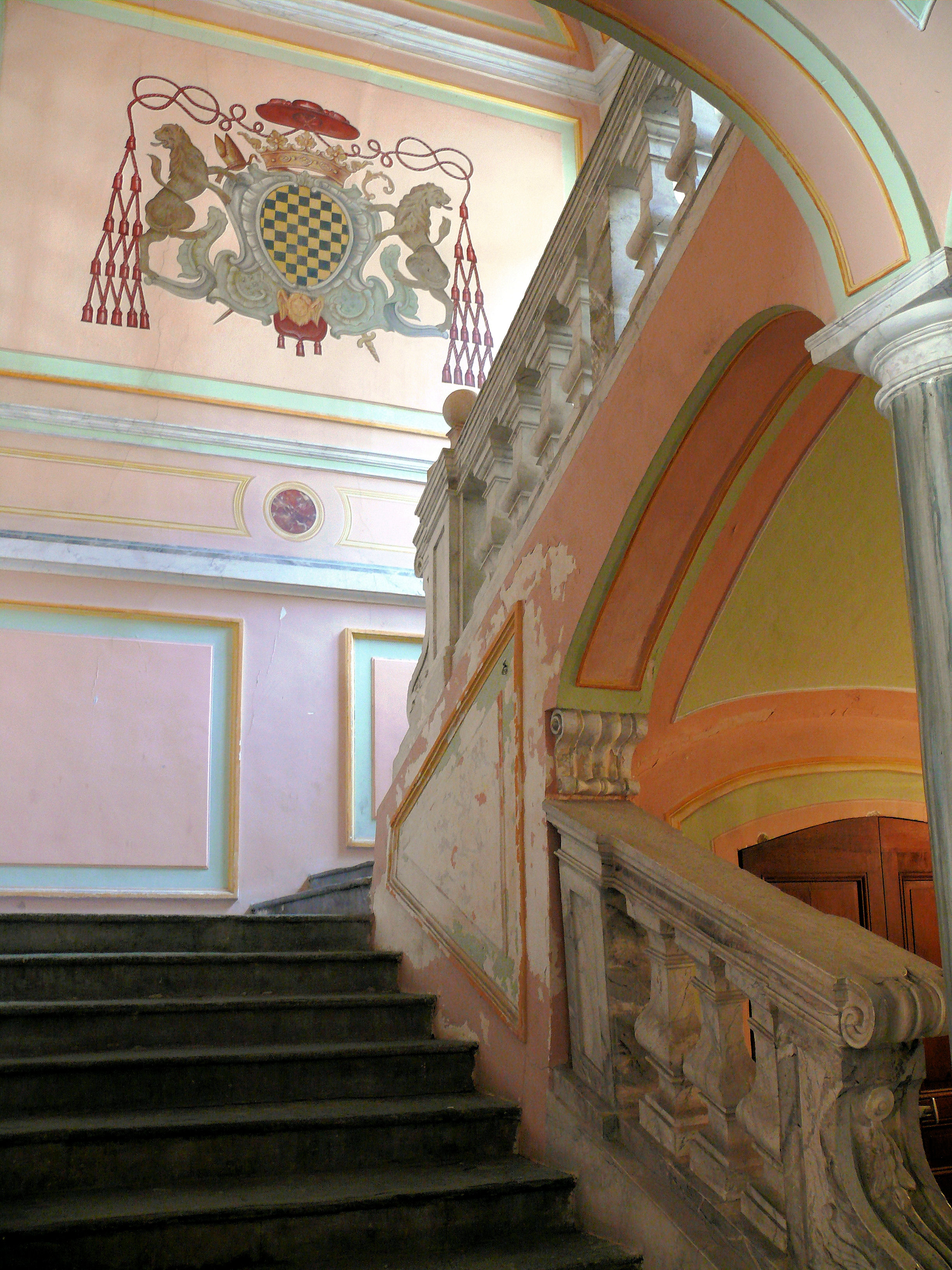
Scala dell'antico palazzo dei vescovi

## Società

### Evoluzione demografica
Qui in basso è riportata l'evoluzione demografica del comune di San Giovanni di Moriana in ordine cronologico dal 1793.
| 1793  | 1800  | 1806  | 1821  | 1831 | 1836  | 1841 | 1846  | 1851 |
| ----- | ----- | ----- | ----- | ---- | ----- | ---- | ----- | ---- |
| 2 005 | 2 240 | 2 371 | 2 550 | n.d. | 3 084 | n.d. | 2 837 | n.d. |

| 1856  | 1861  | 1866  | 1872  | 1876  | 1881  | 1886  | 1891  | 1896  |
| ----- | ----- | ----- | ----- | ----- | ----- | ----- | ----- | ----- |
| 3 471 | 3 254 | 3 088 | 3 121 | 3 087 | 2 987 | 3 068 | 3 114 | 3 278 |

| 1901  | 1906  | 1911  | 1921  | 1926  | 1931  | 1936  | 1946  | 1954  |
| ----- | ----- | ----- | ----- | ----- | ----- | ----- | ----- | ----- |
| 3 081 | 3 110 | 3 327 | 3 794 | 4 156 | 4 456 | 5 201 | 5 886 | 6 676 |

| 1962                                                                                     | 1968  | 1975  | 1982  | 1990  | 1999  | 2006  | 2018  | - |
| ---------------------------------------------------------------------------------------- | ----- | ----- | ----- | ----- | ----- | ----- | ----- | - |
| 7 404                                                                                    | 8 685 | 9 746 | 9 639 | 9 439 | 8 902 | 8 731 | 7 683 | - |
| Nbre retenu à partir de 1962: population sans doubles comptes - Fonti : Cassini et INSEE |       |       |       |       |       |       |       |   |

Qui sotto l'evoluzione demografica in sintesi dal Novecento a oggi, in ordine di data di censimento: 

Abitanti censiti

## Infrastrutture e trasporti

### Strade
La principale via d'accesso alla cittadina è l'autostrada A43.

### Ferrovie
La cittadina è servita da una propria stazione ferroviaria posta lungo la linea Culoz-Modane.

## Amministrazione

### Gemellaggi
- Bad Wildungen, dal 1991
- Dzolo, dal 1986
- Giaveno, dal 2013
- Tessalit, dal 2005
- San Nicola da Crissa, dal 2014